# Alexander Stepanowitsch Jakowlew
Alexander Stepanowitsch Jakowlew (russisch Александр Степанович Яковлев; * 23. Novemberjul. / 5. Dezember 1886greg. in Wolsk; † 11. April 1953 in Moskau) war ein russisch-sowjetischer Schriftsteller.
Alexander Jakowlew entstammt der Familie eines Malermeisters. Er arbeitete zuerst als Postbeamter und trat 1905 den Maximalisten bei. Jakowlew studierte zwei Jahre an der historisch-philosophischen Fakultät der Universität Sankt Petersburg. Von 1914 bis 1918 nahm Jakowlew am Ersten Weltkrieg teil. Nach zwischenzeitlichem Aufenthalt in einem Gefängnis in Grosny arbeitete Jakowlew für die Zeitung Morgen des Südens (Утро Юга). Anschließend arbeitete er für die Moskauer Zeitungen Morgen Russlands (Утро России) und Macht des Volkes (Власти народа).
Ab dem Jahr 1920 widmete er sich dem Schreiben von Belletristik. Hierbei konzentrierte er sich auf ein breites thematisches Spektrum, das neben zeitgeschichtliche Erzählungen über die russische Revolution (z. B. Powolniki 1922) auch Kinderliteratur beinhaltete.

## Werke (Auswahl)
- Powolniki (Повольники, 1922)
- Tschelowek i pustynja (Человек и пустыня, 2 Bände, 1929)
- Puti prostowo serdza (Пути простого сердца, 1935)
- Stupeni (Ступени, 1946)
- Schisn i prikljutschenija Roalda Amundsena (Жизнь и приключения Роальда Амундсена, 1932)
- Pioner Pawel Morosow (Пионер Павел Морозов, 1936)